# Mariapark (Averbode)

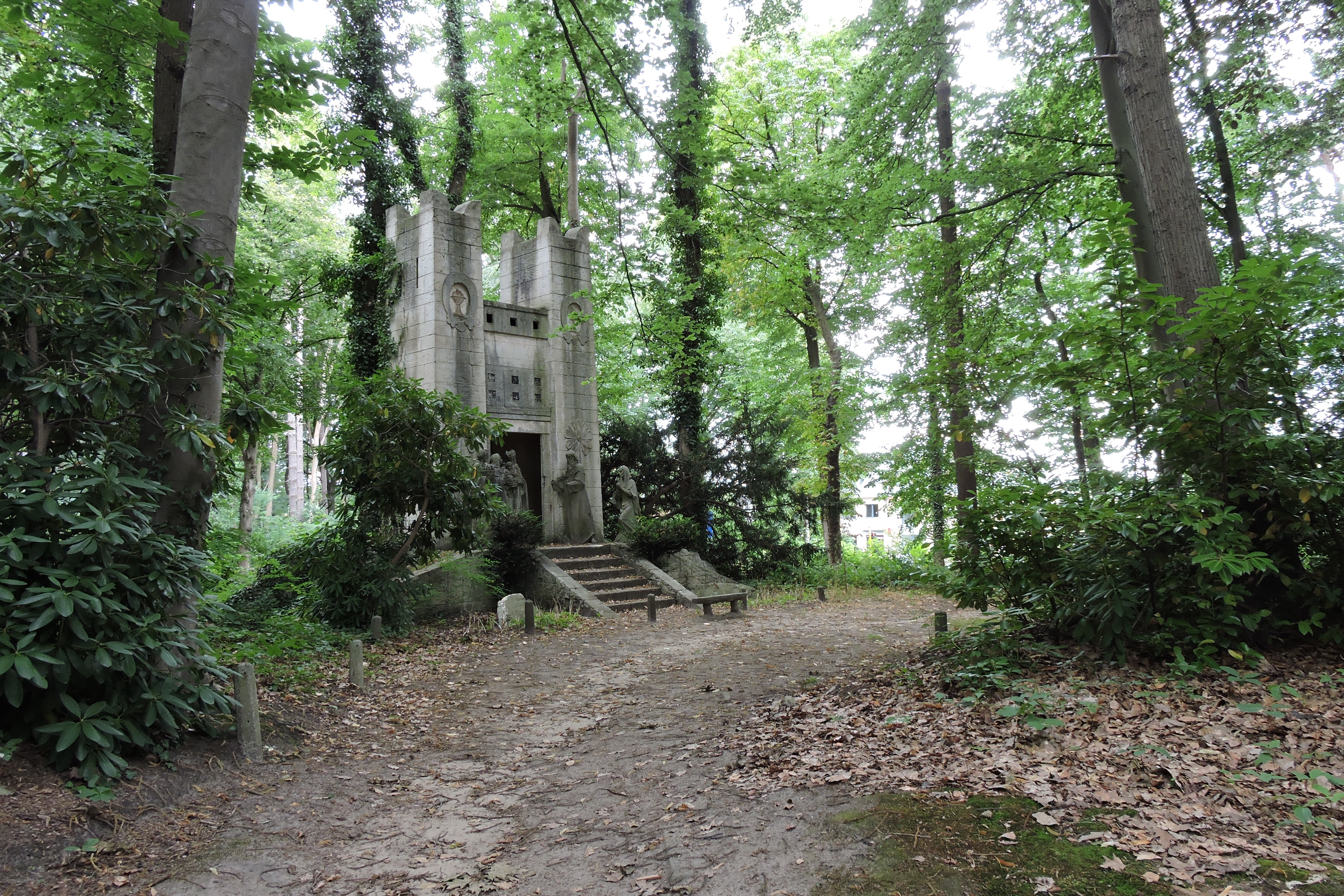
Mariapark (Averbode), eerste statie

Het Mariapark van Averbode is een devotiepark in Averbode, deelgemeente van Scherpenheuvel-Zichem (België).
Het park is opgebouwd als een processieparcours langs de zeven Weeën of Smarten van Onze-Lieve-Vrouw. De 'staties' zijn uitgevoerd in de zogenaamde cementrustieke stijl. 
Het park werd in 2022 beschermd door de Vlaamse overheid, vanwege de historische, architecturale, artistieke, volkskundige en technische kwaliteit.

## Geschiedenis
De bouw van het Mariapark was het initiatief van de Aartsbroederschap van Onze-Lieve-Vrouw van het Heilig Hart, gevestigd in de abdij van Averbode. In 1935, toen de Aartsbroederschap haar gouden jubileum vierde, werden de plannen concreet. Bij de inhuldiging van het park door abt Gummarus Crets, op 21 juni 1936, was slechts een van de zeven staties klaar. Ook de toegangspoort - opgevat als schijnruïne - en de fors uitgevallen grot van Onze-Lieve-Vrouw van Lourdes waren voltooid. Pas in 1960 waren de staties compleet.

## Uitvoerders
Het Mariapark is een staalkaart van de cementrustieke stijl. Drie rocailleursbedrijven - zelf noemden ze zich 'specialisten in kunstbeton' - hebben in Averbode gewerkt. De Lourdesgrot werd gebouwd door de firma Huis Decor (ook: Weduwe Frans Janssens & Zonen) uit Westmeerbeek. De toegangspoort, de Hof van Olijven en de drie naoorlogse staties zijn het werk van de firma Alfons Janssens & Zonen (later ook Vicos genaamd), eveneens uit Westmeerbeek.
De firma Tondeleir uit Oude God (Mortsel) heeft tussen 1936 en 1960 vier staties gebouwd, waarvan het Heilig Graf (gefinancierd door de parochie Averbode) als eerste klaar was. 

## Trivia
Freddy Janssens (°1943), kleinzoon van Alfons Janssens, heeft in 1998 de Lourdesgrot gerenoveerd.